# زبان اشاره فرانسوی
زبان اشاره فرانسوی (فرانسوی: langue des signes française‎ یا LSF) زبان اشاره ناشنوایان در فرانسه و مناطق فرانسوی‌زبان سوئیس است. طبق اتنولوگ، این زبان ۱۰۰٬۰۰۰ اشاره‌کننده بومی دارد.
زبان اشاره فرانسوی مربوط و تا بخشی نیای به زبان اشاره هلندی (NGT)، زبان اشاره آلمانی (DGS)، زبان اشاره فلمی (VGT)، زبان اشاره بلژیکی-فرانسوی (LSFB)، زبان اشاره ایرلندی (ISL)، زبان اشاره آمریکایی (ASL)، زبان اشاره کبکی (LSQ)، زبان اشاره برزیلی (BSL) و زبان اشاره روسی (RSL) است.

## حروف الفبا
هجی انگشتی فرانسوی الفبایی است که برای زبان اشاره فرانسوی استفاده می‌شود. حروف آن به شرح زیرند:

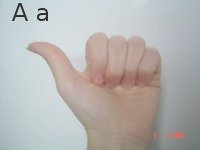
حرف A
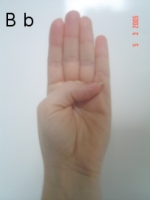
حرف B
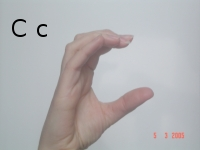
حرف C
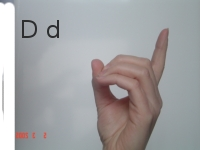
حرف D
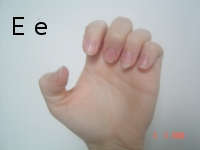
حرف E
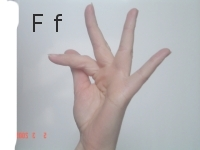
حرف F
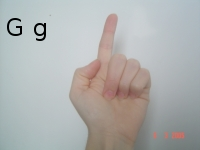
حرف G
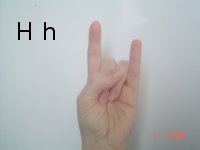
حرف H
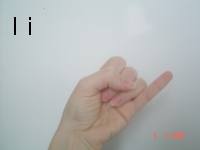
حرف I
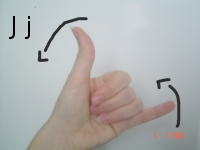
حرف J
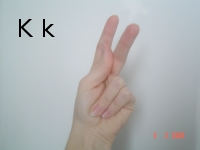
حرف K
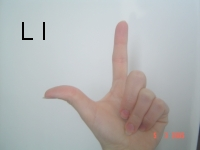
حرف L
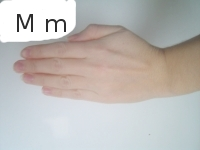
حرف M
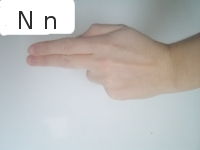
حرف N
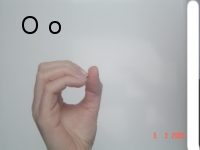
حرف O
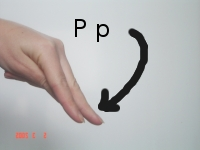
حرف P
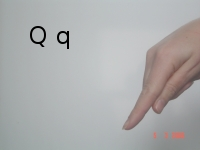
حرف Q
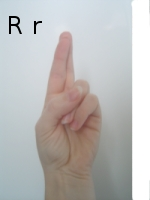
حرف R
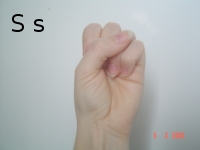
حرف S
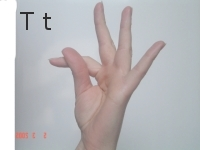
حرف T
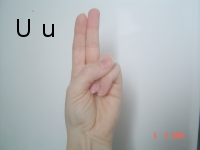
حرف U
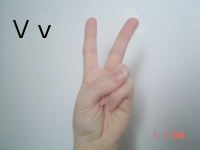
حرف V
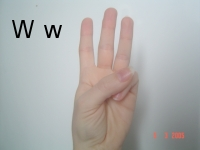
حرف W
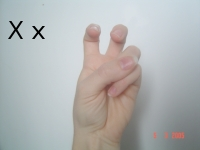
حرف X
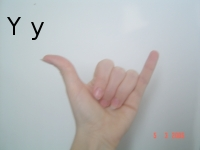
حرف Y
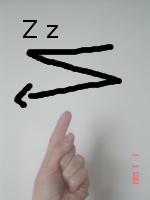
حرف Z